# Čtyřkolka

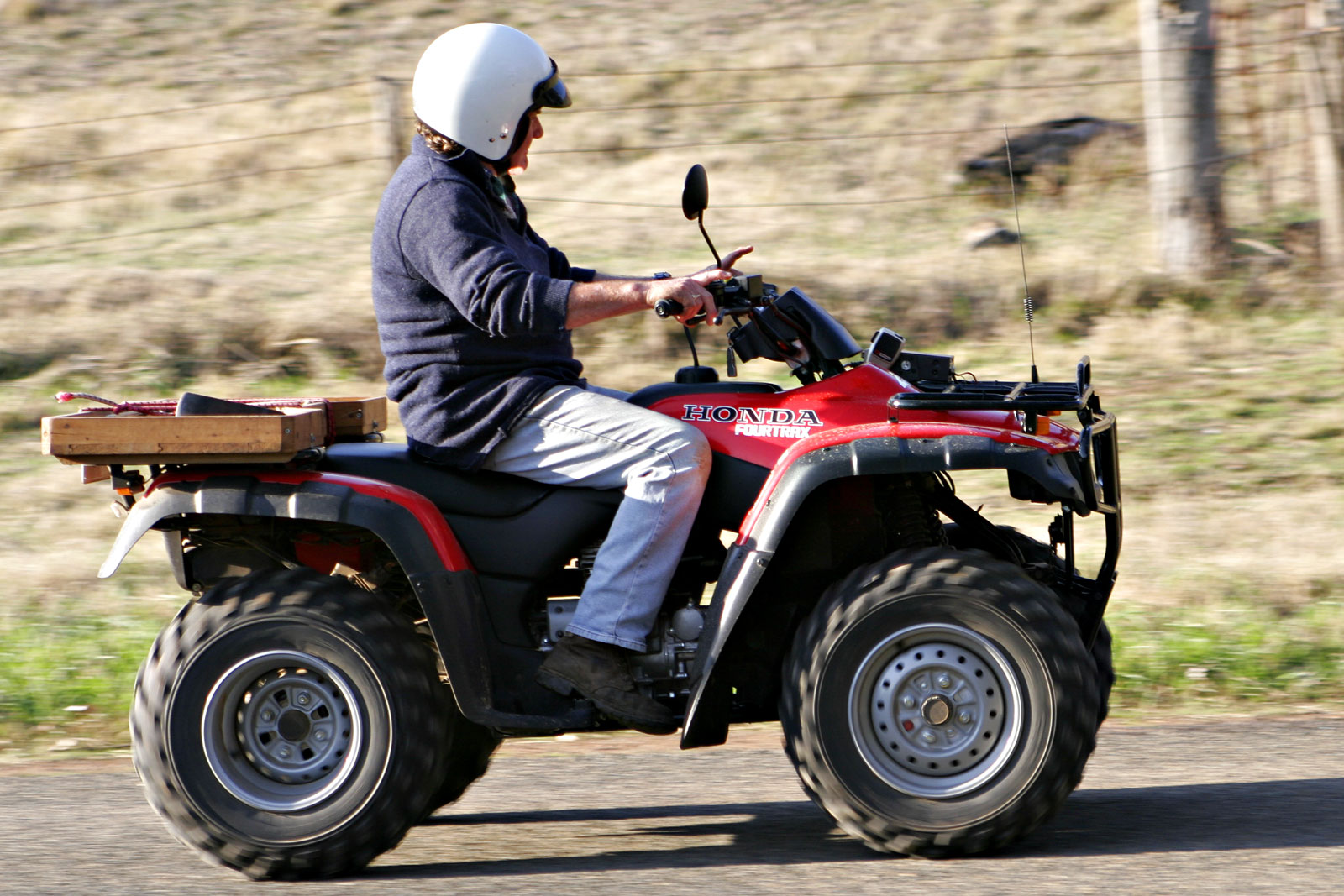
Čtyřkolka

Čtyřkolka je malé motorové vozidlo obdobné motocyklu se čtyřmi koly (umístěnými na dvou nápravách a ve dvou stopách, jako u automobilu). Je určena pro jízdu v terénu, kde má díky menším rozměrům a hmotnosti lepší průchodnost než terénní automobil, a oproti terénnímu motocyklu je méně náročná na jezdce a umožňuje přepravu nevelkého nákladu, např. nářadí. Proto je vhodná např. pro dřevorubce či jiné lesní pracovníky. Běžný je přední a zadní nosič, existují i verze s valníkem. Za čtyřkolkou je také možné tahat přívěs (obvykle pomocí běžného tažného zařízení v provedení „koule“, jaké se u automobilů používá pro tažení přívěsů o hmotnosti do 3,5 t). Ve slangovém označení se pojem „čtyřkolka“ používá i pro označení osobních automobilů s pohonem všech čtyř kol (4×4).
Čtyřkolka má pohon buď zadních nebo všech čtyř kol. Protože je určena do terénu, postrádá často diferenciál zadní nápravy (pro lepší průchod terénem, navíc to snižuje výrobní náklady a poruchovost), který je nahrazen robustní rozvodovkou. Existují i větší valníkové verze se 6 koly (2 zadní nápravy). Čtyřkolka pro práci a pro jízdu v terénu bývá vybavena i navijákem.
Přestože je čtyřkolka vyvinuta a určena pro jízdu v terénu, často se díky módní vlně objevuje i na silnici, pokud splňuje homologaci. Na silnici však čtyřkolka spojuje nevýhody motocyklu (vystavení jezdce nepřízni počasí, malá pasivní bezpečnost, tj. ochrana jezdce při nehodě, malá užitná hodnota) s nevýhodami osobního automobilu (dvě stopy, nemožnost předjet kolonu stojících automobilů). Z hlediska bezpečnosti je však jezdec čtyřkolky ochráněn při nehodě lépe nežli na motorce.

## Pracovní čtyřkolky
Pracovní čtyřkolky jsou robustnější, těžší, mají vyšší stavbu než čtyřkolky sportovní, vpředu i vzadu mají navíc nosiče zavazadel či nákladu. Obvykle mívají naviják a tažné zařízení, dají se k nim připojit radlice, pluhy, sekačky, sněžné frézy a další pasivní zařízení či zařízení s vlastním pohonem. Pracovní čtyřkolky mají většinou benzínové motory o objemu větším 500 cm³ a pohon zadní nápravy s možností připojení nápravy přední kde bývá i uzávěrka předního diferenciálu. Některé čtyřkolky mají pohon 4x4 volitelný elektronicky, nebo manuálně. O přenos výkonu se potom stará variátor s možností redukčního stupně. Existují i čtyřkolky, o jejíž pohon se stará naftový motor, ty se potom vyznačují menší spotřebou paliva vykoupenou řádově nižší dynamikou provozu. Mezi tradiční výrobce pracovních čtyřkolek se řadí především Japonsko, USA, Kanada, Tchaj-wan a Čína.

## Ostatní využití
Kromě práce je čtyřkolka v terénu užívána i k zábavě. Využívají ji i někteří motocyklisté, kteří jsou (např. po nehodě na motocyklu) odkázáni na invalidní vozík. Řadu let mají čtyřkolky i svou kategorii na nejslavnějším vytrvalostním závodě Světa, slavné Rally Paříž-Dakar.
Vyrábějí se též dětské čtyřkolky, zpravidla na bateriový pohon a o rychlosti chůze nebo až kolem 15 km/h. Některé silniční čtyřkolky dokáží dosahovat i rychlostí přes 100 km/hod. Podle českých pravidel silničního provozu však i tato vozidla jsou motorovými vozidly a na pozemních komunikacích včetně účelových smí být provozována pouze za zákonem stanovených podmínek (registrace vozidla, řidič s řidičským oprávněním).
Podle přílohy českého zákona č. 56/2001 Sb., o podmínkách provozu vozidel na pozemních komunikacích, patří čtyřkolky o hmotnosti v nenaloženém stavu do 400 kg (nebo do 550 kg u nákladní čtyřkolky) a maximálním výkonu motoru do 15 kW mezi vozidla kategorie L (motorová vozidla zpravidla s méně než čtyřmi koly), a to do skupiny motorových tříkolek. Čtyřkolky o vyšší hmotnosti nebo vyšším výkonu patří do kategorie osobních nebo nákladních automobilů (M, N).